# Odda
Odda es un municipio de la provincia de Hordaland, Noruega, con una superficie de 1674 km² y 6952 habitantes según el censo de 2015.

## Imágenes

Odda
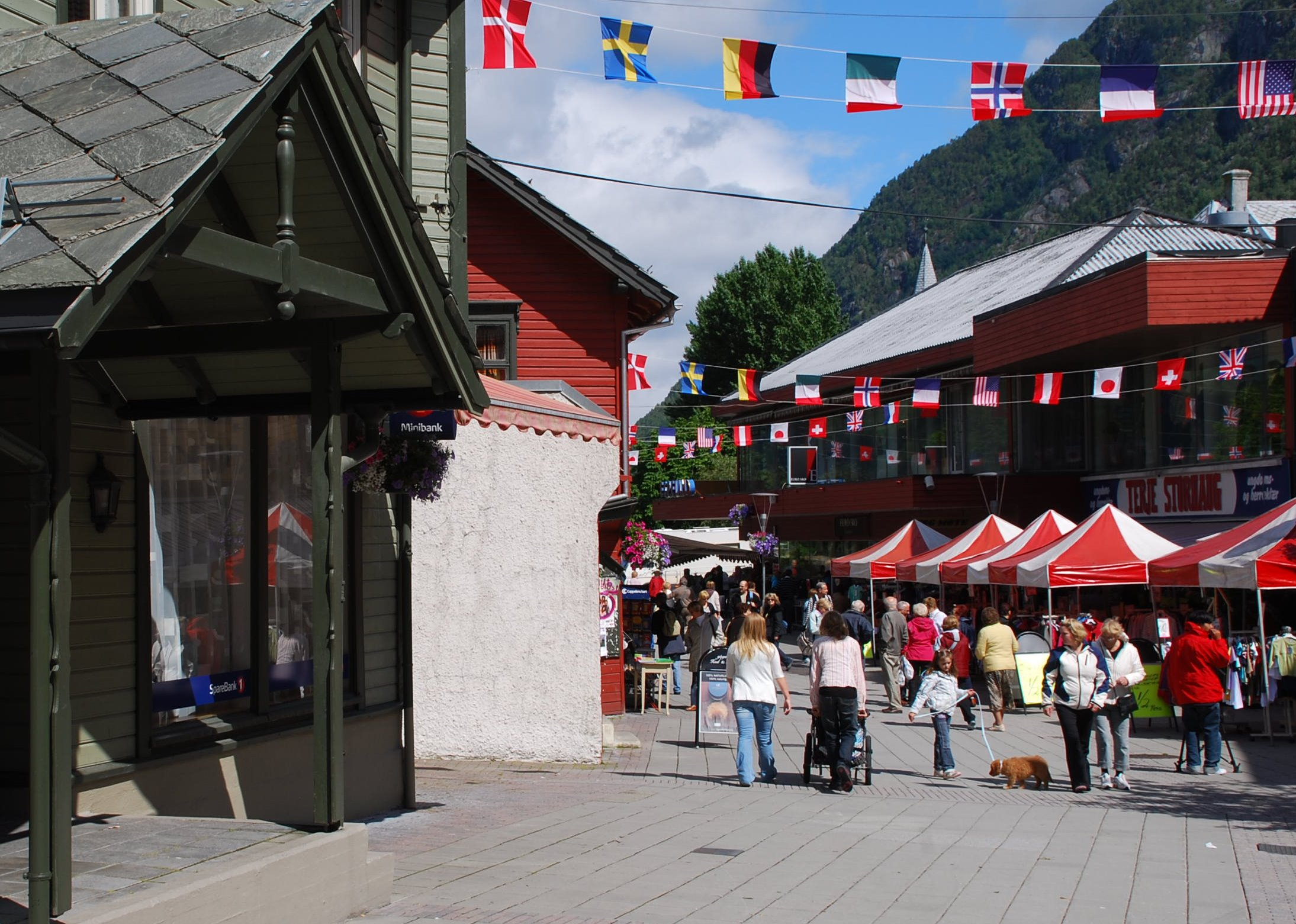
Calle de Odda.
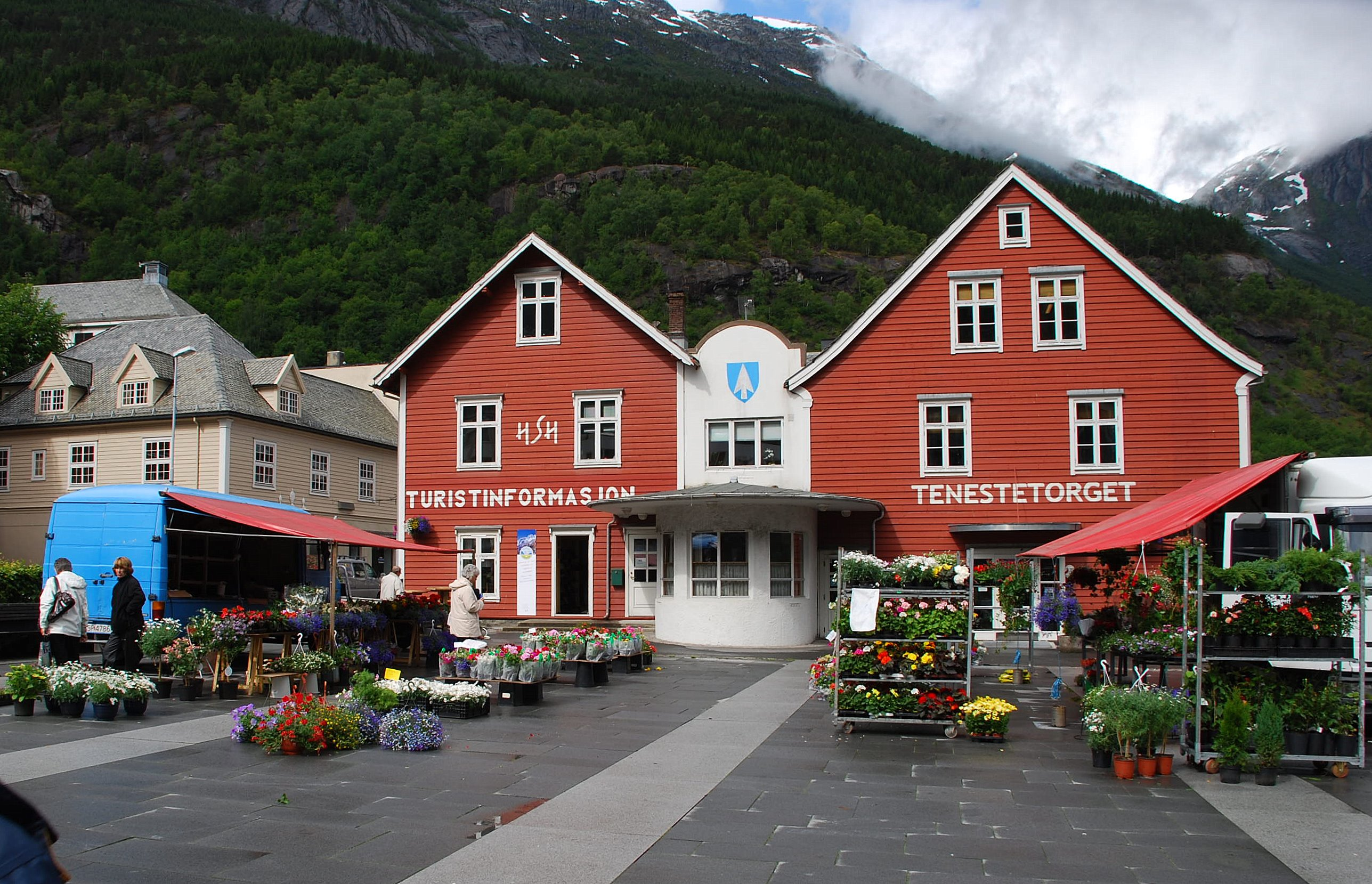
Mercado de flores en Odda.